# Westway to the World
Westway to the World è un film-documentario del 2000 sul gruppo musicale punk rock britannico The Clash diretto da Don Letts.

## Contenuti
Il film presenta esibizioni live nei più svariati club inglesi fino a quelli negli stadi (allo Shea Stadium di New York) e molte interviste a Mick Jones, Paul Simonon, Topper Headon e Joe Strummer, senza dimenticare numerose persone legate ai Clash.

## Riconoscimenti
- Grammy Award come "Best Long Form Music Video" a The Clash e Don Letts (regista)